# El Cerro, Chalma
El Cerro är en ort i Mexiko.   Den ligger i kommunen Chalma och delstaten Veracruz, i den sydöstra delen av landet, 210 km norr om huvudstaden Mexico City. El Cerro ligger 108 meter över havet och antalet invånare är 134.
Terrängen runt El Cerro är huvudsakligen platt, men västerut är den kuperad. Runt El Cerro är det ganska tätbefolkat, med 70 invånare per kvadratkilometer. Närmaste större samhälle är Huejutla de Reyes, 8,9 km sydväst om El Cerro. Trakten runt El Cerro består till största delen av jordbruksmark.